# Архиепархия Трухильо
 Архиепархия Трухильо  (лат. Archidioecesis Truxillensis) — архиепархия Римско-Католической церкви с центром в городе Трухильо (Перу). В митрополию Трухильо входят епархии Кахамарки, Уараса, Уари, Чимботе, территориальные прелатуры Мойобамба, Уамачуко. Кафедральным собором архиепархии Трухильо является церковь Успения Пресвятой Девы Марии в городе Трухильо, имеющая статус малой базилики.

## История
15 апреля 1577 года Римский папа Григорий XIII издал буллу «Illius fulciti praesidio», которой образовал епархию Трухильо, выделив её из архиепархии Лимы. В этот же день епархия Трухильо вошла в митрополию Лимы.
В следующие годы епархия Трухильо передала часть своей территории в пользу возведения новых церковных структур:
- 28 мая 1803 года — епархии Майнаса (сегодня — Епархия Чачапояса);
- 5 апреля 1908 года — епархии Кахамарки;
- 29 февраля 1940 года — епархии Пуно;
- 17 декабря 1956 года — епархии Чиклайо;
- 4 декабря 1961 года — территориальной прелатуре Уамачуко.

23 мая 1943 года Римский папа Пий XII издал апостольское послание «Inter praecipuas», которым возвёл епархию Трухильо в ранг архиепархии.

## Ординарии архиепархии
- священник Alonso Guzmán y Talavera (15.04.1577 — ?) — апостольский администратор
- священник Francisco de Obando (1611) — апостольский администратор
- священник Luís Jerónimo de Cárcamo (1611) — апостольский администратор
- священник Juan de la Cabeza (1614) — апостольский администратор
- епископ Francisco Díaz de Cabrera y Córdoba (19.04.1614 — 26.04.1620)
- епископ Carlos Marcelo Corni Velázquez (17.08.1620 — 16.10.1630)
- епископ Ambrosio Vallejo Mejía (27.01.1631 — 29.10.1635)
- епископ Diego Montoya Mendoza (5.10.1637 — 14.04.1640)
- епископ Luis Córdoba Ronquillo (13.08.1640 — 24.11.1640)
- епископ Juan Sánchez Duque de Estrada (12.11.1641 — 1643)
- епископ Pedro Ortega Sotomayor (1645—1647) — назначен епаископом Арекипы
- епископ Marcos Salmerón (7.08.1647 — 21.01.1648)
- епископ Andrés García de Zurita (4.01.1650 — 1652)
- епископ Diego del Castillo y Artigas (9.03.1654 — 25.02.1658)
- епископ Francisco de Godoy (1.09.1659 — 1659)
- епископ Juan de la Calle y Heredia (1663 — 10.07.1674) — назначен епископом Арекипы
- епископ Álvaro de Ibarra (1675)
- епископ Antonio de León y Becerra (26.04.1676 — февраль 1677) — назначен епископом Арекипы
- епископ Francisco de Borja (4.09.1679 — 13.04.1689)
- епископ Juan de Bustamante (1693—1694)
- епископ Pedro de la Serna (1695)
- епископ Pedro Díaz de Cienfuegos (7.09.1696 — 9.01.1702)
- епископ Juan Victores de Velasco (30.08.1703 — 10.12.1713)
- епископ Diego Montero del Águila (21.01.1715 — 10.12.1718)
- епископ Jaime de Mimbela (20.03.1720 — 4.08.1739)
- епископ Gregorio de Molleda Clerque (19.12.1740 — 4.09.1747) — назначен архиепископом Сукре
- епископ José Cayetano Paravicino (4.09.1747 — 20.10.1750)
- епископ Bernardo de Arbiza y Ugarte (4.09.1751 — 20.10.1756) — назначен архиепископом Сукре
- епископ Cayetano Marcellano y Agramont (23.05.1757 — 13.03.1758) — назначен архиепископом Ла-Плата-о-Чаркаса
- епископ Francisco Javier de Luna Victoria y Castro (13.03.1758 — 11.03.1777)
- епископ Baltazar Jaime Martínez de Compañón (1.06.1778 — 15.12.1788) — назначен архиепископом Боготы
- епископ José Andrés de Achurra y Núñez del Arco (15.12.1788 — 1793)
- епископ Blas Sobrino y Minayo (12.09.1794 — 26.04.1798)
- епископ José Carrión y Marfil (3.07.1798 — сентябрь 1824)
  - Sede vacante (1824—1835)
- епископ Tomás Diéguez de Florencia (24.07.1835 — 8.07.1845)
- епископ José Higinio Madalengoitia (19.01.1846 — 4.11.1848)
  - Sede vacante (1848—1853)
- епископ Agustín Guillermo Charún (7.03.1853 — 22.02.1857)
- епископ Francisco Orueta y Castrillón (26.09.1859 — 21.03.1873) — назначен архиепископом Лимы
- епископ José Domingo Armestar (21.12.1874 — 1886)
  - Sede vacante (1886—1889)
- епископ Manuel Medina y Bañon (14.02.1889 — 1907)
  - Sede vacante (1907—1910)
- епископ Carlos García Irigoyen (21.03.1910 — 21.10.1937)
  - Sede vacante (1937—1940)
- архиепископ Хуан Гуальберто Гевара (15.12.1940 — 16.12.1945) — назначен архиепископом Лимы, кардинал с 18.02.1946 года
- архиепископ Aurelio Macedonio Guerriero (20.09,1946 — 25.05.1957)
- архиепископ Federico Pérez Silva (15.06.1957 — 16.10.1965)
- архиепископ Carlos María Jurgens Byrne (6.12.1965 — 1976)
- архиепископ Manuel Prado Pérez-Rosas (29.12.1976 — 29.07.1999)
- архиепископ Héctor Miguel Cabrejos Vidarte (29.07.1999 — по настоящее время)

## Источник
- Annuario Pontificio, Ватикан, 2005